# La Chapelle-de-Brain
 La Chapelle-de-Brain  es una población y comuna francesa, situada en la región de Bretaña, departamento de Ille y Vilaine, en el distrito de Redon y cantón de Redon.

## Demografía
| 1062 | 991 | 928 | 909 | 887 | 838 |
| Para los censos de 1962 a 1999 la población legal corresponde a la población sin duplicidades (Fuente: INSEE [Consultar]) |     |     |     |     |     |